# 風見律子
風見 律子（かざみ りつこ、本名：鈴木律子、1961年12月16日 - ）は日本の元女優・歌手・作詞家。旧芸名は「風見 りつ子」（読み同じ）。

## 略歴・人物
東京都渋谷区出身。身長155cm。
父が芸能プロダクション関係者だったこともあって、子供の頃から芸能界は身近に思っていたという。玉川学園高等部時代、英語劇に出演した時に、芝居に興味を持ち、玉川大学進学を機に女優としてデビュー。大学では文学部芸術学科演劇専攻に在籍。デビュー作は1980年のテレビドラマ『虹子の冒険』（テレビ朝日）。もともとは志願して芸映に所属し、女優として活動。風見律子は芸名であり、芸名は当時芸映の先輩だった西城秀樹からもらった。1985年に歌手としてシングル『炎のくちづけ』でデビュー。その後作詞家としても活躍したが、1989年以降の活動は不明。

## 出演

### テレビドラマ
- 虹子の冒険（1980年 - 1981年、テレビ朝日）
- 吉宗評判記 暴れん坊将軍 第186話「天下御免!虚無僧変化」（1981年、テレビ朝日 / 東映） - おくみ 役
- 木曜ゴールデンドラマ（読売テレビ）
  - 「百円ケーキの歌」（1981年7月16日）
  - 「幻の殺意」（1983年）
- 結婚したい女2（1981年 - 1982年、毎日放送）
- 人間万事塞翁が丙午（1982年、TBS）
- 刑事ヨロシク（1982年、TBS） - トンビ 役
- ホームスイートホーム（1982年、日本テレビ）
- 月曜ワイド劇場「家族ゲーム」（1982年11月8日、テレビ朝日）
- 木曜ファミリーワイド「マザコン刑事の事件簿」（1983年3月3日、フジテレビ）
- 源さん（1983年、日本テレビ）
- 火曜サスペンス劇場「恐怖のエレベーター」（1983年10月11日、日本テレビ）
- 昨日、悲別で（1984年、日本テレビ） - 内山良子 役
- 恋はミステリー劇場「夜中の薔薇」（1985年1月16日、TBS）
- 土曜ワイド劇場「ねらわれた社長一族」（1985年2月16日、テレビ朝日）

### ラジオ
- 風見律子のミッドナイトマガジン（1987年 - 1989年、月〜金26:45〜27:00、TBSラジオ）
- 加世子の云っでいいかナ（ニッポン放送）[2]
- フリーロードスタジオ（アール・エフ・ラジオ日本）[2]
- ポップセンター0530 パートII（アール・エフ・ラジオ日本）[2]
- ハートブレイク・カフェのひとりごと（アール・エフ・ラジオ日本）[3]

### CM
- ハウス食品 シャービック

## ディスコグラフィ

### シングル
|                     | 発売日         | A面                                                                                 | B面                                                                         |
| 日本コロムビア      | 日本コロムビア | 日本コロムビア                                                                      | 日本コロムビア                                                              |
| ------------------- | -------------- | ----------------------------------------------------------------------------------- | --------------------------------------------------------------------------- |
| 1st                 | 1985年4月21日  | 炎のくちづけ 作詞: 近田春夫 作曲: 近田春夫 編曲: 近田春夫                           | TOO YOUNGの思い出 作詞: 近田春夫 作曲: 近田春夫 編曲: 近田春夫              |
| 東芝EMI / EASTWORLD |                |                                                                                     |                                                                             |
| 2nd                 | 1985年12月21日 | アバンチュールはゴージャスに 作詞: 国木田あこ 作曲: タケカワユキヒデ 編曲: 田辺信一 | 恋の最終便 作詞: 国木田あこ 作曲: タケカワユキヒデ 編曲: 田辺信一           |
| 3rd                 | 1986年8月22日  | アヴァンチュリエ 作詞: 麻生圭子 作曲: 山川恵津子 編曲: 山川恵津子                   | フレンチビールを飲みほして 作詞: 竜真知子 作曲: 山川恵津子 編曲: 山川恵津子 |
| 4th                 | 1987年6月21日  | ペルシャの涙 作詞: 風見律子 作曲: 山本俊彦 編曲: 山川恵津子                         | まわり道 作詞: 風見律子 作曲: 山川恵津子 編曲: 山川恵津子                   |

## 楽曲提供
- 立花理佐
  - 「走りゆく明日」（作曲: 佐藤健、編曲: 中村哲、1987年12月16日）
  - 「心の温度計」（作曲: 岸正之、編曲: 中村哲、同上）
- 芳本美代子
  - 「パッショネート・ドリーマー」（作曲: 和泉常寛、編曲: 矢島賢、同上）
- ラ・ムー
  - 「Silent Summer Sea」（作曲: かまやつひろし、編曲: 船山基紀、1988年7月27日）